# Pen Hill
Pen Hill est une colline du Somerset, en Angleterre, constituant avec 305 mètres d'altitude le deuxième plus haut sommet des collines de Mendip. Il abrite une haute antenne de télévision.

## Toponymie
Pen viendrait du mot d'origine celte désignant une colline ou un tor. Elle a donné son nom à un des quatre anticlinaux qui constituent les Mendips et leur géologie.

## Géographie
Pen Hill se trouve dans le comté non-métropolitain du Somerset, dans le Sud-Ouest de l'Angleterre, au Royaume-Uni. Elle s'élève à 305 mètres d'altitude, ce qui en fait le deuxième plus haut sommet des collines de Mendip. Elle se trouve sur le territoire de la paroisse civile de St Cuthbert Out, dans le district non-métropolitain de Mendip.
Le sommet offre un vaste panorama à 360°, avec une excellente vue au sud sur Wells et sa cathédrale Saint-Andre ; par beau temps, il est possible d'apercevoir les collines Blackdown, les collines Quantock et les collines Brendon par-delà le Somerset.

## Histoire
Des vestiges sont présents sur la colline. Ils consistent en un tumulus allongé du Néolithique, classé en tant que Scheduled Ancient Monument, et en un monticule en oreiller post-médiéval qui aurait pu être élevé spécifiquement en tant que garenne.

## Activités
Le sommet est coiffé par une borne trigonométrique de l'Ordnance Survey mais surtout, depuis les années 1960, par le plus haut pylône de la région, l'antenne de télévision UHF de Mendip, érigée à 293 mètres au-dessus du sol et 598 mètres d'altitude.